# Adelophryne adiastola
Adelophryne adiastola е вид земноводно от семейство Eleutherodactylidae. Видът е незастрашен от изчезване.

## Разпространение
Разпространен е в Колумбия и Перу.

## Описание
Популацията на вида е стабилна.